# Loi pour le développement de la concurrence au service des consommateurs
Lire en ligne

Lire sur Légifrance

La loi no 2008-3 du 3 janvier 2008 pour le développement de la concurrence au service des consommateurs est une loi française qui règlemente les liens contractuels entre les professionnels prestataires de services et leurs clients, entre autres dans le domaine de la téléphonie et de l'assurance. De plus elle amende dans le secteur de la distribution la notion de seuil de revente à perte et les délais de paiements maximaux légaux.

## Contexte
Le Parlement vote le 20 décembre 2007 le projet de loi « pour le développement de la concurrence au service des consommateurs » présenté par Luc Chatel, secrétaire d’État à la Consommation. 
L'objectif de cette loi du 3 janvier 2008 est de favoriser la libre concurrence et de baisser les prix.
Pour pouvoir suivre facilement l'évolution des prix tant pour les consommateurs que pour les pouvoirs publics, Christine Lagarde ministre de l'économie demande le lancement d'un observatoire des prix et des marges qui recoupe les données Nielsen et IRI[Quoi ?]. Ces données permettent de faire évoluer progressivement la loi Chatel pour la rendre la plus efficace possible.

## L'application au secteur des services

### Les contrats à reconduction tacite
La loi fixe en particulier les obligations de tout prestataire de services dans le cas de contrats à reconduction tacite et les conditions de sortie de ces contrats. L’article L136-1 du code de la consommation prévoit :
« Le professionnel prestataire de services informe le consommateur par écrit, par lettre nominative ou courrier électronique dédiés, au plus tôt trois mois et au plus tard un mois avant le terme de la période autorisant le rejet de la reconduction, de la possibilité de ne pas reconduire le contrat qu'il a conclu avec une clause de reconduction tacite.  Cette information, délivrée dans des termes clairs et compréhensibles, 
mentionne, dans un encadré apparent, la date limite de résiliation.
Lorsque cette information ne lui a pas été adressée conformément aux dispositions du premier alinéa, le consommateur peut mettre gratuitement un terme au contrat, à tout moment à compter de la date de reconduction. Les avances effectuées après la dernière date de reconduction ou, s'agissant des contrats à durée indéterminée, après la date de transformation du contrat initial à durée déterminée, sont dans ce cas remboursées dans un délai de trente jours à compter de la date de résiliation, déduction faite des sommes correspondant, jusqu'à celle-ci, à l'exécution du contrat. À défaut de remboursement dans les conditions prévues ci-dessus, les sommes dues sont productives d'intérêts au taux légal.
Les dispositions du présent article s'appliquent sans préjudice de celles qui soumettent légalement certains contrats à des règles particulières en ce qui concerne l'information du consommateur.
Les trois alinéas précédents ne sont pas applicables aux exploitants des services d'eau potable et d'assainissement. Ils sont applicables aux consommateurs et aux non-professionnels. »

#### Exemple du cas des assurances
Dans un souci de protection du consommateur, le législateur a prévu le renouvellement automatique des contrats d'assurance. Ainsi, il n'y a pas de risque de se retrouver sans assurance… Néanmoins, cette protection est souvent perçue comme une contrainte. En effet, les assurés ne connaissant pas précisément les termes de leur contrat, laissent le plus souvent passer les dates de résiliation et constatent, après coup le renouvellement automatique.
La loi Chatel apporte un premier niveau de réponse. Sans remettre en cause le renouvellement automatique des contrats, ce qui est fait dans d'autres pays, la Loi oblige les assureurs à mieux informer leurs assurés. Les assureurs doivent désormais rappeler la date limite de résiliation du contrat lors de l'envoi de l'avis d'échéance. Si cet avis d'échéance est reçu moins de 15 jours avant la fin de la période de résiliation, ou après cette date, l'assureur doit prévenir l'assuré qu'il dispose d'un délai de 20 jours à compter de la date d'envoi de l'avis pour mettre fin à son contrat. Pour la date d'envoi, le cachet de la Poste fait foi. 
Sauf dans le cas de "contrat groupe" il n'est pas possible de résilier, sauf un an à l'avance pour l'année suivante, cette résiliation ne pourra être effective que suivant la procédure dictée par la compagnie d'assurance source. En effet en cas de contrat groupe, proposé notamment par les services bancaires, vous n'êtes plus protégé par la loi CHATEL et vous ne serez pas prévenu que vous avez encore l'occasion de renoncer à la tacite reconduction (les assurances-vie ou décès ne sont non plus couverts par la loi CHATEL)
Dans les autres cas, si ces dispositions ne sont pas respectées, l'assuré peut mettre un terme au contrat sans pénalités, à tout moment à compter de la date de reconduction, par lettre recommandée à l'assureur. La résiliation prendra effet le lendemain de la date figurant sur le cachet de la Poste. Dans ce cas de figure, l'assuré devra payer sa prime d'assurance pour la période allant de la date de reconduction à la date de résiliation. Si l'assuré a déjà payé une somme supérieure, l'assureur a l'obligation de le rembourser dans les 30 jours suivant sa résiliation. S'il ne le fait pas dans cette période de temps, il devra verser en plus des intérêts.
La loi Chatel ne concerne que les contrats à tacite reconduction couvrant les personnes physiques, en dehors de leurs activités professionnelles. Elle n'est toujours pas applicable aux assurances-vie ou décès et aux contrats groupe.

### Les mesures spécifiques aux Télécoms
Les conditions de sortie de contrat et de facturation des appels vers une hotline sont les principales mesures de la loi.
À compter du 1er juin 2008 :
- les opérateurs ne peuvent plus imposer un nouvel engagement ou ré-engagement de plus de 24 mois ;
- pour les nouveaux engagements ou ré-engagements de plus de 12 mois, les opérateurs sont tenus (Article L121-84-6) :
  - de proposer la même offre avec une période d'engagement n'excédant pas 12 mois, selon des modalités commerciales non disqualifiantes ;
  - d'offrir la possibilité de résilier le contrat à compter de la fin du douzième mois en payant 25 % du montant restant dû jusqu'au terme de l'engagement contractuel (l'indemnité de résiliation). Pour cela, il doit envoyer une lettre de résiliation à l'opérateur de téléphonie, ou au fournisseur d'accès internet en recommandé avec avis de réception à compter de la fin du douzième mois d'abonnement.
  - exemple: Anatole est abonné chez son opérateur depuis 18 mois sur un forfait à 29 €/mois et veut changer d'opérateur car il veut s'acheter un nouveau téléphone à moindre coût.

Il lui reste donc 6 mois de forfait à payer théoriquement, mais grâce à la loi chatel, cela ne lui en coutera que l'équivalent d'un mois et demi de forfait (1/4 des mois restants), soit la somme de 43,50 €.
Ces deux points concernent également toute modification des termes des contrats en cours à cette date, dès lors qu'il y a ré-engagement de 12 mois. (Article L121-84-6)
- La durée du préavis de la résiliation est de 10 jours mais le consommateur peut demander une durée supérieure s'il le souhaite. Cette faculté de résiliation anticipée doit figurer au contrat et être acceptée par le consommateur.
- La fin de la reconduction tacite d'une offre gratuite (Article L121-84-4)
- La fin des numéros téléphoniques surtaxés pour les supports techniques.

Cette loi ne s'applique que pour les consommateurs privés, elle est donc exclue pour les professionnels.
- Les futurs clients doivent disposer, lors d'un nouveau contrat, d'un droit de rétractation de 7 jours francs à compter de l'enregistrement du contrat.

### Jurisprudence: Résiliation Internet
Par jugement en date du 16 décembre 2010, le tribunal d'instance de Vanves a condamné l'opérateur Numericable à verser 300 euros de dommages-intérêts pour avoir méconnu les dispositions de la loi CHATEL en rejetant la demande de résiliation d'un abonné en période d'engagement. [réf. nécessaire]
À l'appui de sa condamnation, le juge de Vanves confirme la validité de la résiliation et reproche à Numericable de n'avoir pas hésité à faire intervenir un cabinet de recouvrement de créances pour obtenir le paiement de factures alors que l'abonnement était bien résilié.

## L'application au secteur de la distribution
Dans le but de relancer la concurrence et de rentrer ainsi dans le cercle vertueux « baisse des prix - hausse du pouvoir d'achat - hausse de la consommation », la loi Chatel prévoit plusieurs modifications importantes de la loi Galland, de 1996, déjà complétée par la loi Dutreil.
- Cette loi a pour effet de baisser le pouvoir de « fructification » que possédaient les distributeurs ; en effet ces derniers possédant pendant 90 jours de l'argent qui ne leur « appartient pas », plaçaient cet argent en banque faisant des intérêts dont ils pouvaient bénéficier[réf. nécessaire] au moment du paiement (Besoin en fonds de roulement - BFR - largement négatif). Cette situation ne s'arrêtera évidemment pas mais les intérêts diminuent notablement.[réf. nécessaire]
- La négociabilité des prix entre les acteurs est relancée. En effet, auparavant les producteurs devaient fixer un tarif unique pour leurs marchandises qui s'appliquait dans les mêmes conditions à tous les distributeurs. Désormais, la loi leur permet de proposer un tarif différencié, sans justification, aux distributeurs.
- Les autres avantages financiers, souvent appelés marges arrière, sont désormais totalement pris en compte pour le calcul du seuil de revente à perte. Il devait auparavant subsister au moins 15 % de marges ne pouvant être intégrées dans le seuil de revente à perte. Cette mesure influence directement le Prix de Vente Consommateur (PVC).